# إحداثيات
في الرياضيات، الإحداثيات (بالإنجليزية: Coordinates)‏ هي أعداد تصف المكان النسبي لنقاط في المستوي أو الفضاء الهندسي. على سبيل المثال، الارتفاع بالنسبة لسطح البحر هي إحداثية تفيد في تحديد الارتفاع النسبي لنقطة من الأرض.
جملة الإحداثيات أو نظام الإحداثيات (بالإنجليزية: coordinate system)‏ في المستوي أو الفضاء الهندسي هو نظام لإعطاء زوج من الأعداد أو أكثر لكل نقطة في المستوي أو الفضاء الهندسي لتحديد إحداثياتها (موقعها) بدقة. وهي لغة رياضية تستخدم لوصف الأجسام الرياضية تحليليا، فإذا عرفت إحداثيات مجموعة من النقاط، أمكن الحصول على العلاقة بين النقط وخصائصها بحسابات رقمية بدلا من أي أوصاف أخرى.
والجملة الإحداثية هي مخطط لتحديد موضع نقطة في فضاء معين بواسطة كميات عددية محددة بالاعتماد على بعض الأطر المرجعية. هذه الكميات هي إحداثيات النقطة. لكل مجموعة من الإحداثيات يوجد هناك نقطة واحدة فقط مهما كانت الجملة الإحداثية، ولكن هناك جمل إحداثية مفيدة قد تناسب النقط المدروسة أكثر من غيرها من الجمل.
وأكثر الجمل الإحداثية استعمالا هي الفضاء الإقليدي ثلاثي الأبعاد.
تحدد النقطة P في الفضاء الإقليدي بثلاث إحداثيات (x, y, z). إن مجموع النقاط التي تبعد مسافة x ثابتة تشكل مستوي. وهذا الكلام محقق في حالة y وz حيث يمر من النقطة P ثلاث مستويات إحداثية. مجموع النقاط ذات قيم x وy ثابتة تشكل منحني ويمر من كل نقطة ثلاث خطوط إحداثية. إذا كانت هذه الخطوط مستقيمة، يقال عن الجملة أنها جملة إحداثيات مستقيمة. وإذا كانت بعض أو كل الخطوط الإحداثية غير مستقيمة، تكون الجملة منحنية. وإذا كانت الزوايا بين الخطوط الإحداثية عند كل نقطة هي زوايا قائمة، تكون الجملة متعامدة.

## نظام الإحداثيات الديكارتية أو الإحداثيات الكارتيزية
كما هو مبين في الشكل المقابل يستخدم نظام الإحداثيات الكارتيزية في تمثيل أي نقطة ولتكن على سبيل المثال P بزوج من النقاط (x,y)
( ملحوظة : تمثيله بزوج من النقاط في البعد الثنائي فقط محور x ومحور y )، أما بثلاث نقاط (x,y,z) فهي في الأبعاد الثلاثية فقط التي تستخدم محور x ، محور y و محور z لتعين النقطة وهو ما يثله الشكل المبين تماما .

نظام الإحداثيات الديكارتية

## نظام الإحداثيات القطبية
تحدد إحداثيات أي نقطة في الإحداثيات القطبية بواسطة بعدها عن نقطة أو معلم معين، وزاوية معرفة أو أكثر.

### نظام الإحداثيات الدائرية
يشار بمصطلح نظام الإحداثيات الدائرية إلى نظام الإحداثيات القطبية بشكل عام، وهو نظام قطبي ثنائي الأبعاد يعرف بمركز الإحداثيات O ومتجهة L تنطلق من مركز الإحداثيات يطلق عليها المحور القطبي. من الممكن التعبير عن هذا النظام بمصطلحات نظام الإحداثيات الديكارتية بمركز O ينطبق على مركز الإحداثيات (0,0) والمحور القطبي منطبق على محور السينات.

نظام الإحداثيات الدائرية موضحاً ضمن نظام الإحداثيات الديكارتية

في نظام الإحداثيات الدائرية تعرف نقطة ما P بالثنائية (r, θ) بحيث:
- نصف القطر {\displaystyle 0\leq {r}} هو المسافة بين مركز الإحداثيات والنقطة P
- السمت {\displaystyle 0\leq \theta <360^{\circ }} هو الزاوية بين محور السينات الموجب والخط الواصل بين مركز الإحداثيات والنقطة P.

### نظام الإحداثيات الإسطوانية

نظام الإحداثيات الإسطوانية

نظام إحداثي أسطواني هو نظام إحداثيات قطبي ثلاثي الأبعاد. يتم تمثيل نقطة P في نظام الإحداثيات الإسطوانية بالثلاثية (r, θ, h). يعبر عنها باستخدام مصطلحات النظام الديكارتي كما يلي:
- نصف القطر {\displaystyle 0\leq {r}} هو المسافة بين محور الصادات z والنقطة P
- السمت {\displaystyle 0\leq \theta <360^{\circ }} هو الزاوية بين محور السينات x الموجب ومسقط الخط المستقيم الواصل بين مركز الإحداثيات والنقطة P على المستوي xy
- الارتفاع {\displaystyle h} هو المسافة ذات الإشارة (سالبة ام موجبة) بين المستوي xy إلى النقطة P.

### نظام الإحداثيات الكروية

نظام الإحداثيات الكروية

نظام إحداثي كروي هو نظام إحداثي قطبي ثلاثي الأبعاد. في هذا النظام يتم التعبير عن نقطة P بالثلاثية (ρ,θ,φ). يعبر عنها باستخدام مصطلحات النظام الديكارتي كما يلي:
- نصف القطر {\displaystyle 0\leq \rho } هي المسافة بين مركز الإحداثيات والنقطة P.
- الأوج {\displaystyle 0\leq \phi \leq 180^{\circ }} هو الزاوية بين محور الصادات {\displaystyle z} والخط المستقيم الواصل بين مركز الإحداثيات والنقطة P
- السمت هو الزاوية بين محور السينات الموجب {\displaystyle x} ومسقط الخط المستقيم الواصل بين مركز الإحداثيات والنقطة P على المستوي {\displaystyle xy}.